# Cutting Corners
Cutting Corners är Secret Service tredje album utgivet 1982. Inspelad i Park och Europa Film Studios. Producerades av Secret Service.
"Flash in the Night" släpptes 1981, och blev en stor hit i många europeiska länder, framförallt i Frankrike och Portugal där den blev etta på singellistan.
"Cry Softly (time is mourning)" och "If I Try" släpptes 1982 som singlar.

## Låtlista
1. Over Town - 4.00
2. Fire into Ice - 3.55
3. Cutting Corners - 3.25
4. Flash in the Night (förlängd version) - 5.13
5. Cry Softly (time is mourning) - 3.37
6. If I Try - 4.10
7. Like a Morning Song - 3.25
8. When The Dancer You Have Loved Walks Out The Door - 3.50
9. Rainy Day Memories - 3.09
10. Watching Julietta - 3.25

Alla låtar skrivna av Tim Norell och Björn Håkanson, förutom "Fire Into Ice": Ulf Wahlberg och Björn Håkanson.

## Musiker
- Ola Håkansson - sång
- Ulf Wahlberg - syntar
- Tonny Lindberg - gitarr
- Leif Paulsen - bas
- Leif Johansson - trummor
- Tim Norell - syntar